# عبدالحمید اباعود
عبدالحمید اباعود (عربی: عبد الحميد أبا عود، آوانگاری: ʿAbd al-Ḥamīd ʾAbā ʿŪd؛ ۸ آوریل ۱۹۸۷–۱۸ نوامبر ۲۰۱۵) یک بلژیکی-مراکشی مبارز اسلامی بود که مدتی را در سوریه گذرانده بود. وی مظنون به سازماندهی حملات تروریستی متعدد در بلژیک و فرانسه است و برای عامل حملات نوامبر ۲۰۱۵ پاریس شناخته شده‌است. پیش از حملات پاریس، حکم بازداشت بین‌المللی برای اباعود به دلیل فعالیت‌های وی در جذب افراد به تروریسم اسلامی در سوریه صادر شده بود.

## حملات پاریس و مرگ
تا ۱۶ نوامبر ۲۰۱۵، سرویس‌های امنیتی فرانسه و بلژیک بر عبدالحمید متمرکز شده بودند، چون اعتقاد داشتند که وی رهبری حملات پاریس را بر عهده داشته‌است.
در ۱۸ نوامبر، مقامات فرانسوی حمله را انجام دادند که منجر به زخمی شدن پنج افسر پلیس، سه کشته و حداقل پنج دستگیری شد. این یورش در حومه سنت دنیس در شمال پاریس صورت گرفت و عبدالحمید را هدف قرار داد. بعداً تأیید شد که وی یکی از سه کشته در حمله است.
پلیس می‌دانست که هاسنا ایت بولاهسن، اصالتاً مراکشی، یک مظنون در تحقیقات حلقه مواد مخدر یکی از افراد وابسته به عبدالحمید بود. در نتیجه تلفن او را شنود کرد. پلیس در ۱۷ نوامبر به دنبال او به یک ساختمان آپارتمانی در سنت دنیس رسید و دید که عبدالحمید با او وارد ساختمان شده‌است. حمله بعدی در ساعت ۴:۲۰ صبح روز ۱۸ نوامبر آغاز شد و این ساختمان را مورد هدف قرار داد.
دادستانی گفت که بر اساس برخی گزارش‌های منتشر شده، جسد عبدالحمید در آپارتمانی که در حمله هدف قرار گرفته بود، پیدا شد و شناسایی با استفاده از نمونه‌های پوست وی انجام شد. با این حال، گزارش‌های دیگر به شناسایی توسط نمونه‌های اثر انگشت گرفته شده از بدن متلاشی شده عبدالحمید اشاره داشت که از گلوله‌ها و تکه‌های ترکش از انفجار نارنجک پر شده بود. اثرانگشت عبدالحمید در یک اسلحه AK-47 پیدا شده در یک ماشین متروکه پیدا شد.
طبق گفته وزیر کشور فرانسه برنارد کازنوو، عبدالحمید «نقشی تعیین کننده» در حملات پاریس داشت و در چهار حمله شش تروریستی که از بهار سال ۲۰۱۵ خنثی شده، نقش داشته‌است.دادستان فرانسه همچنین در ۲۴ نوامبر اظهار داشت که عبدالحمید قصد حمله دیگری را در La Défense، یک منطقه تجاری بزرگ در منطقه پاریس را داشت. پلیس نزدیک به ۵۰ کلیپ ویدیویی و عکس دیجیتال را از تلفن او بازیابی کرد. در میان این عکس‌ها، عکس‌های مرکز خرید بول رینگ در بیرمنگام و سایر مکانهای شهر وجود داشت. عبدالحمید در اوت ۲۰۱۵ به انگلستان سفر کرده بود. او با وجود شکار توسط مقامات بلژیکی با کشتی به دوور (انگلستان) رسید.